# ژوزف ژادرژاک
ژوزف ژادرژاک (فرانسوی: Joseph Jadrejak‎; ۲۰ فوریهٔ ۱۹۱۸ – ۲۴ نوامبر ۱۹۹۰) بازیکن و مربی فوتبال اهل فرانسه بود.
از باشگاه‌هایی که در آن بازی کرده‌است می‌توان به باشگاه فوتبال لیل اشاره کرد.
وی همچنین در تیم ملی فوتبال فرانسه بازی کرده‌است.